# Europarlamentari della Danimarca della X legislatura
Gli europarlamentari della Danimarca della X legislatura, eletti in occasione delle elezioni europee del 2024, sono i seguenti.

## Composizione storica
| Europarlamentare        | Lista                            | Gruppo | Gruppo                                                 |
| ----------------------- | -------------------------------- | ------ | ------------------------------------------------------ |
| Rasmus Nordqvist        | Partito Popolare Socialista      |        | I Verdi/Alleanza Libera Europea                        |
| Kira Marie Peter-Hansen | Partito Popolare Socialista      |        | I Verdi/Alleanza Libera Europea                        |
| Villy Søvndal           | Partito Popolare Socialista      |        | I Verdi/Alleanza Libera Europea                        |
| Niels Fuglsang          | Socialdemocratici                |        | Alleanza Progressista dei Socialisti e dei Democratici |
| Christel Schaldemose    | Socialdemocratici                |        | Alleanza Progressista dei Socialisti e dei Democratici |
| Marianne Vind           | Socialdemocratici                |        | Alleanza Progressista dei Socialisti e dei Democratici |
| Asger Christensen       | Venstre                          |        | Renew Europe                                           |
| Morten Løkkegaard       | Venstre                          |        | Renew Europe                                           |
| Niels Flemming Hansen   | Partito Popolare Conservatore    |        | Gruppo del Partito Popolare Europeo                    |
| Kristoffer Storm        | Democratici Danesi               |        | Gruppo dei Conservatori e dei Riformisti Europei       |
| Sigrid Friis            | Sinistra Radicale                |        | Renew Europe                                           |
| Per Clausen             | Lista dell'Unità - I Rosso-Verdi |        | La Sinistra al Parlamento europeo                      |
| Henrik Dahl             | Alleanza Liberale                |        | Gruppo del Partito Popolare Europeo                    |
| Anders Vistisen         | Partito Popolare Danese          |        | Patrioti per l'Europa                                  |
| Stine Bosse             | Moderati                         |        | Renew Europe                                           |

## Tabelle di sintesi

### Gruppi politici
| Gruppo parlamentare | Inizio |
| ------------------- | ------ |
| RE                  | 4      |
| Verdi/ALE           | 3      |
| S&D                 | 3      |
| PPE                 | 2      |
| ECR                 | 1      |
| GUE/NGL             | 1      |
| PfE                 | 1      |
| ESN                 | –      |
| NI                  | –      |
| Totale              | 15     |

### Fonti
1. ↑   Resultater - Hele landet - Europa-Parlamentsvalg søndag 9. juni 2024 - Danmarks Statistik, su dst.dk. URL consultato il 14 giugno 2024.